# Carazo
Carazo és un municipi de la província de Burgos a la comunitat autònoma de Castella i Lleó. Forma part de la Comarca de la Sierra de la Demanda.

## Demografia
| 1991 | 1996 | 2001 | 2004 |
| ---- | ---- | ---- | ---- |
| 51   | 48   | 47   | 46   |

## Personatges il·lustres
- Pedro Segura y Sáez (1880-1957), cardenal

## Curiositats
En aquest poble es va rodar "El bo, el lleig i el dolent", un western de Sergio Leone.